# Кто стучится в дверь ко мне…
«Кто стучится в дверь ко мне…» — советский художественный фильм 1982 года режиссёра Николая Скуйбина по сценарию Татьяны Хлоплянкиной. Дебютный фильм и режиссёра и сценариста. Художественным руководителем фильма был Эльдар Рязанов, чьим пасынком являлся режиссёр.

## Сюжет
В квартире молодого человека, актёра, однажды вечером раздаётся звонок: незнакомая девушка попросила спрятать её от преследователей.
Утром девушка покинула квартиру, но бандиты стали подстерегать актёра и шантажировать его жену, требуя адрес незнакомки. Актёр решил помочь девушке…

История, начавшаяся внезапным вторжением в квартиру, где собрались друзья, девушки, за которой гонятся хулиганы, развивается как-то непредугадываемо. И пострадавшая оказывается далеко не невинным ягненком, и те, кто ей пытается помочь, не всегда сохраняют заявленные высокие позиции. В фильме поднимается серьезный разговор о неоднозначности и людей и людских отношений, определяемых столь же неоднозначно, и психологически, и социально.— Актуальные проблемы советского кино начала 80-х годов: сборник научных трудов. - М.: ВНИ киноискусства Госкино СССР, 1983. -  172 с. - с. 19

## В ролях
- Сергей Шакуров — Гера, театральный актёр
- Светлана Тома — Нина, жена Геры
- Тамара Акулова — Алька Вострякова
- Вадим Спиридонов — Игорь Михайлович, главный инженер
- Анаит Топчян — Лаура Эдуардовна, жена Игоря Михайловича
- Василий Ливанов — Виктор Павлович, врач
- Татьяна Догилева — Вера
- Антон Табаков — Юра
- Игорь Бочкин — Витёк
- Жанна Болотова — Соня
- Михаил Козаков — театральный актёр, коллега Геры
- Валентина Ушакова — зрительница в театре
- Александр Юшин — Виталик
- Татьяна Гаврилова — Анна Егоровна, квартирная хозяйка
- Валентина Березуцкая — домработница Игоря Михайловича и Лауры Эдуардовны
- Елена Финогеева — театральная актриса, коллега Геры
- Ирина Корытникова — подруга Альки
- Зоя Степанова — мать Юры